# Leobodes anulatus
Leobodes anulatus är en kvalsterart som beskrevs av Aoki 1965. Leobodes anulatus ingår i släktet Leobodes och familjen Nippobodidae. Inga underarter finns listade i Catalogue of Life.